# Susanne Bier
Susanne Bier (Copenhague; 15 de abril de 1960) es una directora, guionista y productora de cine danesa. Se dio a conocer internacionalmente con películas realizadas bajo los parámetros del movimiento fílmico Dogma 95.

## Carrera
Bier fue una destacada participante del movimiento Dogma 95, bajo cuyos postulados realizó películas como Elsker dig for evigt (Te quiero para siempre, 2002). Más tarde, realizó el filme Hermanos (Brødre) en 2004, donde continuaría empleando una estética cercana a la del dogma, pero sin seguir al pie de la letra todas las reglas del movimiento. En 2006, filmó Efter brylluppet (Después de la boda), producción nominada al Óscar como mejor película en lengua extranjera. En el 2007 estrenó su producción Things We Lost in the Fire (Cosas que perdimos en el fuego).
En 2010, dirigió la película Hævnen (En un mundo mejor), con la que ganó los premios Globo de Oro 2011 como mejor película en lengua no inglesa y el Óscar de 2010 como mejor película de habla no inglesa.

## Filmografía
- Freud's Leaving Home (Freud flytter hjemmefra...) (1991)
- Brev til Jonas (1992)
- Family Matters (Det bli'r i familien) (1994)
- Like It Never Was Before (Pensionat Oskar) (1995)
- Credo (Sekten) (1997)
- The One and Only (Den eneste ene) (1999)
- Once in a Lifetime (Livet är en schlager) (2000)
- Open Hearts (Elsker dig for evigt) (2002)
- Brothers (Brødre) (2004)
- Después de la boda (Efter brylluppet) (2006)
- Things We Lost in the Fire (2007)
- In a Better World (Hævnen) (2010)
- Love Is All You Need (Den skaldede frisør) (2012)
- Serena (2014)
- A Second Chance (En chance til) (2014)
- The Night Manager (2016) – miniserie de televisión
- Bird Box (2018)
- The Undoing (2020) - Miniserie de television
- La Pareja Perfecta (2024) - miniserie de televisión

## Premios y distinciones
Premios Óscar
| Año  | Categoría                                       | Película           | Resultado |
| ---- | ----------------------------------------------- | ------------------ | --------- |
| 2007 | Mejor película extranjera (de habla no inglesa) | Después de la boda | Nominada  |
| 2011 | Mejor película extranjera (de habla no inglesa) | Hævnen             | Nominada  |

Festival Internacional de Cine de San Sebastián
| Año  | Categoría     | Película                | Resultado |
| ---- | ------------- | ----------------------- | --------- |
| 2014 | Premio SIGNIS | Una segunda oportunidad | Ganadora  |

Premios Robert
| Año  | Categoría                        | Película         | Resultado |
| ---- | -------------------------------- | ---------------- | --------- |
| 2000 | Mejor largometraje danés del año | The One and Only | Ganadora  |
| 2003 | Mejor largometraje danés del año | Open Hearts      | Ganadora  |